# Hundestaupevirus

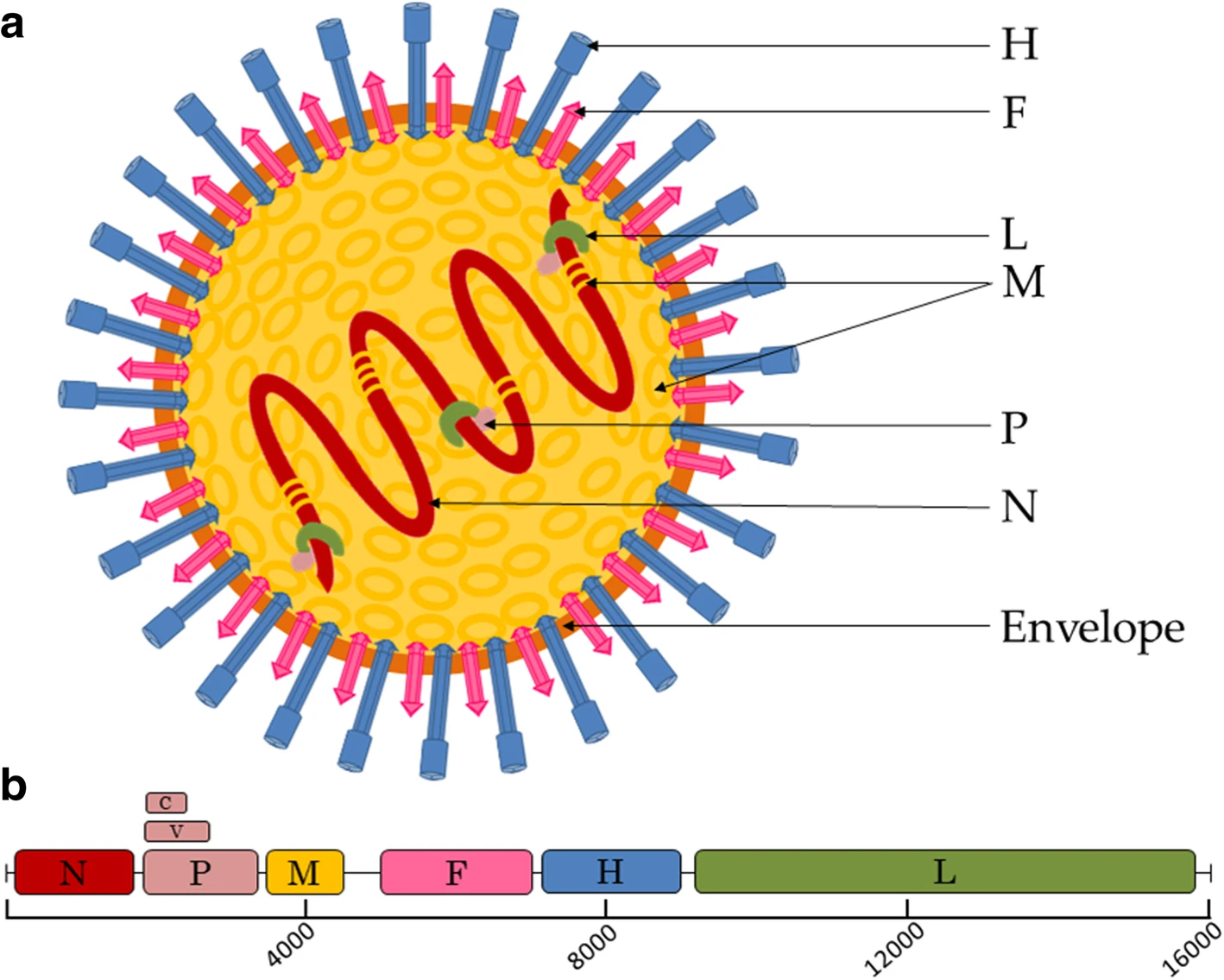
Hundestaupevirus: Schemazeichnung und Genomkarte

Das Hundestaupevirus oder Canine Staupevirus (englisch Canine distemper virus, CDV; Spezies Morbillivirus canis, früher Canine morbillivirus) ist ein behülltes Virus aus der Familie Paramyxoviridae.
Es ist der Erreger der Staupe, einer hochansteckende Infektion bei Hundeartigen (Canoidea). 
Infektionen bei Großkatzen (Pantherinae) wurden gelegentlich beschrieben. 
Das CDV verursacht eine multisystemische, sehr variable Erkrankung über eine an Leukozyten gebundene Virämie. Eine Beteiligung des ZNS ist häufig.
Das CDV wurde erstmals 1905 von Henri Carré isoliert. Es ist eng verwandt mit dem Masernvirus und dem Rinderpestvirus (gleiche Gattung). Die Virionen (Viruspartikel) des CDV sind unregelmäßig geformt und etwa 150–250 nm groß; filamentöse Partikel mit einer Länge von mehreren Hundert Nanometern sind ebenfalls möglich. Das gefaltete, helikale Kapsid ist 18 nm im Durchmesser groß und 600–800 nm lang. Es enthält einen linearen RNA-Strang mit negativer Polarität, der etwa 15,9 kb lang ist. Das CDV besitzt anders als andere Paramyxoviren als Mitglied der Gattung Morbillivirus keine Neuraminidase, es zeigt auch keine Hämagglutinin-Aktivität.
Das Hundestaupevirus wurde in neuerer Zeit mehrfach als Verursacher von schwerwiegenden Epidemien unter wildlebenden Großkatzen nachgewiesen. Dies ist von Bedeutung, da es sich hierbei häufig um bedrohte Tierarten handelt. Im Jahr 1994 verstarben etwa ein Drittel der ungefähr 3000 Löwen im Serengeti-Nationalpark an einer Infektion, die durch ein dem Hundestaupevirus eng verwandtes Morbillivirus verursacht war. Das verursachte Krankheitsbild war durch grand mal-Anfälle mit Myoklonien, Enzephalitis und Pneumonie gekennzeichnet. Im September 2018 waren die Asiatischen Löwen im Gir-Nationalpark von einer ähnlichen Epidemie betroffen.
Einzelne Publikationen vermuteten eine Beteiligung des CDV bei der Ätiologie der Osteodystrophia deformans des Menschen.